# Йоневс, Янис
Я́нис Йо́невс (латыш. Jānis Joņevs; род. 21 марта 1980) — современный латышский писатель, получивший известность благодаря изданному в 2013 году роману «Елгава 94».
Учился в Латвийской академии культуры, с 2002 года публикует рецензии книг в латвийской периодике «Literatūra un Māksla Latvijā», «Neatkarīgā Rīta Avīze», «Luna», «Kultūras Forums» и «Latvju Teksti». Издал переводы с французского — пьесу Бернара-Мари Кольтес «В одиночестве хлопковых полей», короткую прозу Пьерара Луи из сборника «Ten Duchi Mīlinas Dialogu», роман Аготы Кристоф «Толстая тетрадь».
В 2013 году опубликовал роман «Елгава 94», который был тепло принят критиками и читателями. Осенью 2014 года получил литературную премию Европейского Союза. Роман переведён как минимум на 8 языков, в 2017 году начались работы над экранизацией.
В марте 2020 года вышел сборник рассказов «Тигр», получивший премию «Литература года» как лучшее прозаическое произведение года.